# Cousinia acanthoblephara
Cousinia acanthoblephara là một loài thực vật có hoa trong họ Cúc. Loài này được Rech.f. & Gilli mô tả khoa học đầu tiên năm 1955.